# Androstendion

Androstendionets strukturformel.

Androstendion är ett steroidhormon med 19 kolatomer, som produceras i binjurarna samt i testiklar och äggstockar. Hormonet produceras antingen genom en omvandling av dehydroepiandrosteron - DHEA - eller från 17-hydroxiprogesteron, och omvandlas i sin tur till antingen testosteron eller östrogen. Androstendion är därmed ett mellansteg i den biokemiska syntesväg som producerar både manliga och kvinnliga könshormoner. En viss mängd androstendion utsöndras också i blodet för eventuell omvandling i perifera vävnader till testosteron och östrogener.
Produktion av androstendion i binjurarna står under kontroll av ACTH, adrenokortikotropt hormon, medan produktionen av androstendion i testiklar och äggstockar kontrolleras av gonadotropiner. Hos kvinnor i fertil ålder producerar äggstockar och binjurar ungefär hälften av den totala mängden androstendion, ungefär 3 milligram per dag. Efter menopausen ungefär halveras kvinnans produktion av androstendion, mest beroende på att äggstockarnas produktion dras ner. Trots detta producerar äggstockarna efter menopausen mera androstendion än något annat steroidhormon.
Androstendion har tidigare sålts som kosttillskott, och använts av idrottsmän och muskelbyggare. I Sverige klassades androstendion som läkemedel 1998, men det finns inga preparat som godkänts i Sverige för behandling av någon sjukdom. Att handla med androstendion i Sverige är därmed olagligt. Under 2004 gick USA:s Food and Drug Administration ut med påtryckningar på tillverkare av androstendion som sålde det som kosttillskott, då de menar att preparatet medför hälsorisker. I januari 2005 blev det i USA förbjudet att inneha preparatet. Inom idrotten är medlet i allmänhet dopningsklassat, exempelvis i de olympiska spelen.
Eftersom en del av androstendionen omvandlas i kroppen till östrogen kan personer som tar androstendion få östrogena biverkningar. Till dessa hör gynekomasti, att brösten börjar växa på män.